# Grati Tunon
Grati Tunon is een bestuurslaag in het regentschap Pasuruan van de provincie Oost-Java, Indonesië. Grati Tunon telt 5667 inwoners (volkstelling 2010).